# Liste von Liedern über München
Die Liste von Liedern über München umfasst Lieder mit eindeutigem Bezug zu München.

## 19. Jahrhundert
- Volkslied/Michl Huber – Solang der alte Peter

## 1930er Jahre
- 1935: Wilhelm Gabriel – In München steht ein Hofbräuhaus

## 1940er Jahre
- 1948/49: Weiß Ferdl – Ein Wagen von der Linie 8

## 1970er Jahre
- 1976: Fredl Fesl – Taxilied

## 1980er Jahre
- 1980: Dire Straits – Les Boys
- 1981: Spider Murphy Gang – Skandal im Sperrbezirk
- 1982: Spider Murphy Gang – Schickeria / Sommer in der Stadt
- 1985: Falco – Munich Girls
- 1986: Konstantin Wecker – Wieder dahoam

## 1990er Jahre
- 1991: Willy Astor – Dancing in Obermenzing
- 1995: Willy Astor – Donnersberger Brück’n
- 1996: Blumentopf – München Nord
- 1996: Die Goldenen Zitronen – Munich

## 2000er Jahre
- 2000: F. S. K. – Haus der Kunst
- 2000: Die Toten Hosen – Bayern
- 2003: Blumentopf – Mein Block
- 2006: Fiva MC – Frühling
- 2008: Konstantin Wecker – München, bist a oide Schnoin / Münchner Lied
- 2009: Fiva MC – Hauptstadtfieber

## 2010er Jahre
- 2011: Zwirbeldirn – Giesinger Mond-Serenade[1]
- 2013: Moop Mama – Die Stadt die immer schläft[2]
- 2015: Main Concept (feat. Blumentopf) – München halt
- 2015: Manual Kant – Mingarish[3]
- 2015: Veedel Kaztro (feat. Fatoni) – München – Kölle

## 2020er Jahre
- 2022: Tream – München
- 2022: K.I.Z, Tarek K.I.Z, Mehnersmoos – Oktoberfest
- 2024: Kettcar – München